# Stazione di Borghetto sull’Adige
Stazione di Borghetto sull'Adige vasútállomás Olaszországban, Trentino-Alto Adige régióban, Avia településen.

## Vasútvonalak
Az állomást az alábbi vasútvonalak érintik:
- Brenner-vasútvonal

## Kapcsolódó állomások
A vasútállomáshoz az alábbi állomások vannak a legközelebb: 
- Stazione di Avio
- Stazione di Peri